# Liste der Staatsoberhäupter 451
Übersicht
◄◄ | ◄ | 447 | 448 | 449 | 450 | Liste der Staatsoberhäupter 451 | 452 | 453 | 454 | 455 | ► | ►►

Weitere Ereignisse

## Afrika
- Aksumitisches Reich
  - König: Nezool (ca. 450–ca. 500)

- Reich der Vandalen
  - König: Geiserich (428–477)

## Amerika
- Maya
  - Palenque
    - König: Casper II. (435–487)

  - Tikal
    - König: Siyaj Chan K’awiil II. (411–458)

## Asien
- China
  - Kaiser: Song Wendi (424–452)
  - Nördliche Wei-Dynastie: Tai Wu (424–452)

- Iberien (Kartlien)
  - König: Mirdat V. (435–452)

- Indien
  - Gupta-Reich
    - König: Kumaragupta I. (415–455)

  - Kadamba
    - König: Santi Farman (450–475)

  - Pallava
    - König: Simha Varman II. (438–460)

  - Vakataka
    - König: Narendrasena (440–460)

- Japan
  - Kaiser: Ingyō (411–453)

- Korea
  - Baekje
    - König: Biyu (427–454)

  - Gaya
    - König: Chwiheui (421–451)
    - König: Jilji (451–492)

  - Goguryeo
    - König: Jangsu (413–490)

  - Silla
    - König: Nulji (417–458)

- Sassanidenreich
  - Schah (Großkönig): Yazdegerd II. (438–457)

## Europa
- Weströmisches Reich
  - Kaiser: Valentinian III. (425–455)
    - Konsul: Valerius Faltonius Adelfius (451)

- Oströmisches Reich
  - Kaiser: Markian (450–457)
    - Konsul: Markian (451)

- Hunnen
  - König: Attila (434–453)

- Ostgotenreich
  - König: Valamir (447–465)

- Reich der Burgunden
  - König: Gundioch (436–470)

- Reich der Sueben
  - König: Rechiar (448–456)

- Salfranken
  - König: Merowech (ca. 450–458)

- Westgotenreich
  - König: Theoderich I. (418–451)
  - König: Thorismund (451–453)

## Religiöse Führer
- Papst: Leo der Große (440–461)
- Patriarch von Konstantinopel: Anatolios (449–458)